# Néstor Girolami
Néstor Girolami (Cordoba, 22 maggio 1989) è un pilota automobilistico argentino.
Nel 2021 compete nella Coppa del mondo turismo come pilota ufficiale della Honda.

## Carriera
Ha iniziato a gareggiare in kart nel 1993. È rimasto in questa disciplina fino al 2005. L'anno successivo ha debuttato in Formula Renault Argentina e quello successivo è stato vicecampione, oltre che in Formula Renault Plus.
Ha esordito nel TC 2000 nel 2007, correndo in una delle sue partecipazioni con il team ufficiale Honda Argentina.
Nel 2008 è passato a TC Pista e Turismo Nacional e nel 2009 è tornato a TC 2000 e ha debuttato in Turismo Carretera e Top Race V6.
Nella stagione 2011 di Turismo Carretera Girolami ottiene la sua prima vittoria e si qualifica per i play-off. Ma nella penultima gara è rimasto coinvolto nell'incidente mortale di Guido Falaschi. Un altro grave incidente nel 2013 ha causato la sua sospensione e la successiva separazione da questa serie.
Dopo aver gareggiato con i team ufficiali delle filiali nazionali di Honda e Renault nel TC 2000, è entrato a far parte del team Peugeot nella stagione 2012 della serie (ora denominata Super TC 2000). Quell'anno ha ottenuto due vittorie e nel 2014 e 2015 avrebbe vinto i campionati con un totale di sette vittorie. Dopo questo, ha lasciato il campionato per svolgere l'intera stagione di Stock Car Brasil.
Ha fatto il suo debutto nel Campionato del mondo turismo in Slovacchia nel 2015 su una Honda Civic WTCC gestita da NIKA International, ottenendo punti al suo debutto con un decimo posto. Ha gareggiato nel Campionato del mondo turismo 2017 per Polestar Cyan Racing e ha ottenuto la sua prima vittoria in Cina. La squadra ha lasciato la serie dopo la stagione e Girolami è tornato a Súper TC 2000 e Top Race V6 nel 2018. In TRV6 è arrivato terzo in campionato, dietro a suo fratello Franco e Agustín Canapino.
Per il 2019 partecipa alla Coppa del mondo turismo su una Honda Civic Type R TCR gestita da Münnich Motorsport team ufficiale Honda. La stagione 2019 lo ha visto conquistare tre vittorie, di cui due consecutive in Ungheria. Nel 2020 resta sempre nello stesso team ottenendo 4 podi di qui uno di questi una vittoria. Nel 2021 viene riconfermato come pilota ufficiale Honda.

## Risultati

### Stock Car Brasil
| Anno | Scuderia              | Vettura         | 1         | 2        | 3        | 4         | 5        | 6         | 7        | 8         | 9         | 10       | 11        | 12       | 13        | 14        | 15       | 16      | 17        | 18        | 19        | 20      | 21        | Pos. | Punti |
| ---- | --------------------- | --------------- | --------- | -------- | -------- | --------- | -------- | --------- | -------- | --------- | --------- | -------- | --------- | -------- | --------- | --------- | -------- | ------- | --------- | --------- | --------- | ------- | --------- | ---- | ----- |
| 2015 | Eurofarma RC          | Chevrolet Sonic | GOI 1     | RBP 1    | RBP 2    | VEL 1     | VEL 2    | CUR 1     | CUR 2    | SCZ 1     | SCZ 2     | CUR 1    | CUR 2     | GOI 1    | CAS 1     | CAS 2     | MOU 1    | MOU 2   | CUR 1     | CUR 2     | TAR 1     | TAR 2   |           | NC   | 0     |
| 2015 | Schin Racing Team     | Peugeot 408     |           |          |          |           |          |           |          |           |           |          |           |          |           |           |          |         |           |           |           |         | INT 1 12  | NC   | 0     |
| 2016 | Eisenbahn Racing Team | Peugeot 408     | CUR 1 Rit | VEL 1 21 | VEL 2 15 | GOI 1 Rit | GOI 2 10 | SCZ 1 Rit | SCZ 2 NP | TAR 1 Rit | TAR 2 Rit | CAS 1 11 | CAS 2 Rit | INT 1 16 | LON 1 10  | LON 2 Rit | CUR 1 16 | CUR 2 8 | GOI 1 Rit | GOI 2 23† | CRI 1 Rit | CRI 2 9 | INT 1 Rit | 22°  | 77    |
| 2018 | Bardahl Hot Car       | Chevrolet Cruze | INT 1     | CUR 1    | CUR 2    | VEL 1     | VEL 2    | LON 1     | LON 2    | SCZ 1     | SCZ 2     | GOI 1    | MOU 1 18  | MOU 2 14 | CAS 1 Rit | CAS 2 Rit | VCA 1    | VCA 2   | TAR 1     | TAR 2     | GOI 1     | GOI 2   | INT 1     | NC   | 0     |

### Campionato del mondo turismo
| Anno | Scuderia             | Vettura                | 1       | 2       | 3        | 4       | 5       | 6         | 7         | 8        | 9       | 10      | 11       | 12       | 13        | 14       | 15       | 16      | 17       | 18      | 19    | 20    | 21    | 22    | 23    | 24    | Pos. | Punti |
| ---- | -------------------- | ---------------------- | ------- | ------- | -------- | ------- | ------- | --------- | --------- | -------- | ------- | ------- | -------- | -------- | --------- | -------- | -------- | ------- | -------- | ------- | ----- | ----- | ----- | ----- | ----- | ----- | ---- | ----- |
| 2015 | Nika International   | Honda Civic WTCC       | ARG 1   | ARG 2   | MAR 1    | MAR 2   | UNG 1   | UNG 2     | GER 1     | GER 2    | RUS 1   | RUS 2   | SVC 1 10 | SVC 2 11 | FRA 1     | FRA 2    | POR 1 SQ | POR 2 8 | GPN 1    | GPN 2   | CIN 1 | CIN 2 | THA 1 | THA 2 | QAT 1 | QAT 2 | 19°  | 5     |
| 2016 | Polestar Cyan Racing | Volvo S60 Polestar TC1 | FRA 1   | FRA 2   | SVC 1    | SVC 2   | UNG 1   | UNG 2     | MAR 1     | MAR 2    | GER 1   | GER 2   | RUS 1    | RUS 2    | POR 1     | POR 2    | ARG 1    | ARG 2   | JPN 1 9  | JPN 2 5 | CIN 1 | CIN 2 | QAT 1 | QAT 2 |       |       | 15°  | 12    |
| 2017 | Polestar Cyan Racing | Volvo S60 Polestar TC1 | MAR 1 9 | MAR 2 3 | ITA 1 NC | ITA 2 5 | UNG 1 4 | UNG 2 Rit | GER 1 Rit | GER 2 NP | POR 1 8 | POR 2 9 | ARG 1 16 | ARG 2 6  | CIN 1 Rit | CIN 2 1‡ | GPN 1 11 | GPN 2 3 | MAC 1 13 | MAC 2 9 | QAT 1 | QAT 2 |       |       |       |       | 9°   | 112   |

### Coppa del mondo turismo
| Anno | Scuderia                        | Vettura                      | 1       | 2        | 3         | 4        | 5        | 6         | 7         | 8        | 9         | 10       | 11       | 12        | 13        | 14       | 15        | 16       | 17       | 18      | 19       | 20        | 21      | 22       | 23       | 24       | 25       | 26       | 27       | 28       | 29      | 30      | Pos. | Punti |
| ---- | ------------------------------- | ---------------------------- | ------- | -------- | --------- | -------- | -------- | --------- | --------- | -------- | --------- | -------- | -------- | --------- | --------- | -------- | --------- | -------- | -------- | ------- | -------- | --------- | ------- | -------- | -------- | -------- | -------- | -------- | -------- | -------- | ------- | ------- | ---- | ----- |
| 2019 | ALL-INKL.COM Münnich Motorsport | Honda Civic Type R TCR (FK8) | MAR 1 3 | MAR 2 10 | MAR 3 6   | HUN 1    | HUN 2 1  | HUN 3 6   | SVK 1 Rit | SVK 2 1  | SVK 3 24  | NED 1 14 | NED 2 10 | NED 3 14  | GER 1 3   | GER 2 24 | GER 3 18  | POR 1 10 | POR 2 9  | POR 3 6 | CHN 1 15 | CHN 2 Rit | CHN 3 8 | JPN 1 18 | JPN 2 11 | JPN 3 12 | MAC 1 14 | MAC 2 19 | MAC 3 17 | MAL 1 22 | MAL 2 4 | MAL 3 5 | 7°   | 225   |
| 2020 | ALL-INKL.COM Münnich Motorsport | Honda Civic Type R TCR (FK8) | BEL 1   | BEL 2 5  | GER 1 6   | GER 2 11 | SVC 1 5  | SVC 2 18† | SVC 3 NP  | UNG 1 3  | UNG 2 Rit | UNG 3    | SPA 1 10 | SPA 2 11  | SPA 3 Rit | ARA 1 2  | ARA 2 Rit | ARA 3 NP |          |         |          |           |         |          |          |          |          |          |          |          |         |         | 10°  | 137   |
| 2021 | ALL-INKL.COM Münnich Motorsport | Honda Civic Type R TCR (FK8) | GER 1 9 | GER 2 3  | POR 1 Rit | POR 2 13 | SPA 1 18 | SPA 2 12  | UNG 1 9   | UNG 2 5  | CEC 1     | CEC 2 16 | FRA 1 5  | FRA 2 Rit | ITA 1 8   | ITA 2 NC | RUS 1 11  | RUS 2 7  |          |         |          |           |         |          |          |          |          |          |          |          |         |         | 11°  | 131   |
| 2022 | ALL-INKL.COM Münnich Motorsport | Honda Civic Type R TCR (FK8) | FRA 1   | FRA 2 7  | GER 1 C   | GER 2 C  | UNG 1 7  | UNG 2 3   | SPA 1 12  | SPA 2 12 | POR 1 3   | POR 2 9  | ITA 1    | ITA 2 5   | ALS 1 2   | ALS 2 7  | BHR 1 4   | BHR 2 9  | SAU 1 10 | SAU 2 8 |          |           |         |          |          |          |          |          |          |          |         |         | 2°   | 254   |

### TCR World Tour
| Anno | Scuderia               | Vettura                      | 1       | 2         | 3       | 4       | 5       | 6       | 7       | 8       | 9       | 10      | 11        | 12      | 13       | 14        | 15      | 16      | 17      | 18      | 19      | 20      | Pos. | Punti |
| ---- | ---------------------- | ---------------------------- | ------- | --------- | ------- | ------- | ------- | ------- | ------- | ------- | ------- | ------- | --------- | ------- | -------- | --------- | ------- | ------- | ------- | ------- | ------- | ------- | ---- | ----- |
| 2023 | ALM Motorsport         | Honda Civic Type R TCR (FL5) | ALG 1 5 | ALG 2 Rit | SPA 1 2 | SPA 2 7 | VAL 1 6 | VAL 2 8 | HUN 1 2 | HUN 2 5 |         |         |           |         |          |           |         |         |         |         |         |         | 6°   | 340   |
| 2023 | Squadra Martino Racing | Honda Civic Type R TCR (FL5) |         |           |         |         |         |         |         |         | ELP 1 4 | ELP 2 8 | VIL 1 Rit | VIL 2 1 |          |           |         |         |         |         |         |         | 6°   | 340   |
| 2023 | Honda Wall Racing      | Honda Civic Type R TCR (FL5) |         |           |         |         |         |         |         |         |         |         |           |         | SYD 1 10 | SYD 2 Rit | SYD 3 8 | BAT 1 2 | BAT 2 9 | BAT 3 6 |         |         | 6°   | 340   |
| 2023 | MacPro Racing          | Honda Civic Type R TCR (FL5) |         |           |         |         |         |         |         |         |         |         |           |         |          |           |         |         |         |         | MAC 1 2 | MAC 2 6 | 6°   | 340   |